# 心理學探究
《心理學探究》（Psychological Inquiry，PI）是由泰勒-弗朗西斯集團發行的心理學科學期刊，主要內容涵蓋，發表廣泛的、挑釁性的和有爭議的想法和理論，同時不鼓勵純粹的經驗性、應用性或評論性文章，以推進心理學以及人格心理學和社会心理学的研究。現在主編是多倫多大學心理學教授威爾·坎寧安（Wil Cunningham）。